# اندی آفورد
اندی آفورد (انگلیسی: Andy Awford؛ زادهٔ ۱۴ ژوئیهٔ ۱۹۷۲) بازیکن فوتبال اهل بریتانیا است.
از باشگاه‌هایی که در آن بازی کرده‌است می‌توان به باشگاه فوتبال پورتسموث و باشگاه فوتبال ووستر سیتی اشاره کرد.
وی همچنین در تیم ملی فوتبال زیر ۲۱ سال انگلستان بازی کرده‌است.